# Hierochthonia debonii
Hierochthonia debonii là một loài bướm đêm trong họ Geometridae.